# Centinela Solar Energy
Centinela Solar Energy — фотоэлектрическая станция общей мощностью 170 мегаватт (МВт). Расположена в округе Импириал, штат Калифорния, США на участке 8,3 квадратных километра непригодной для сельскохозяйственного использования земли. Разрешение на строительство было получено в декабре 2011 года. Станция поставляет электричество потребителям с августа 2013 года. Строительство было полностью завершено в конце 2013 года.
Для производства электричества станция использует фотоэлектрические модули на основе монокристаллического кремния.
Centinela Solar Energy наряду с другими проектами возобновляемой энергии реализуется в рамках цели штата Калифорния — обеспечить получение 33 % потребляемой электроэнергии из возобновляемых источников к 2020 году.

## Производство электричества
| Год   | Янв    | Фев    | Мар    | Апр    | Май    | Июн    | Июл    | Авг    | Сен    | Окт    | Ноя    | Дек    | Всего   |
| ----- | ------ | ------ | ------ | ------ | ------ | ------ | ------ | ------ | ------ | ------ | ------ | ------ | ------- |
| 2013  |        |        |        |        |        |        | 282    | 4 886  | 10 462 | 8 544  | 11 358 | 14 504 | 50 036  |
| 2014  | 14 603 | 18 196 | 32 012 | 37 607 | 51 878 | 54 129 | 50 286 | 47 862 | 46 089 | 39 786 |        |        | 392 448 |
| Total | Total  | Total  | Total  | Total  | Total  | Total  | Total  | Total  | Total  | Total  | Total  | Total  | 442 484 |